# Chitagón
Chitagón (/caṭṭagrām/ⓘ; del bengalí: চট্টগ্রাম) es la segunda mayor ciudad de Bangladés. Está situada en la parte oriental del país, cerca de la frontera con Birmania. La ciudad fue construida a orillas del río Karnaphuli. Es el mayor puerto marítimo del país, siendo el principal punto para el comercio exterior.
Cuenta con una universidad desde 1966. Un gran número de cristianos sigue viviendo en el viejo barrio portugués de Paterghatta. Chittagong es una ciudad cercana a la mayor playa natural del mundo, el Cox's Bazar, de 120 kilómetros de longitud.

## Historia
Chittagong alcanzó importancia con la llegada de los portugueses, para los que representó una importante ciudad portuaria. En el siglo XVIII la Compañía Británica de las Indias Orientales ocupó la zona. Nominalmente seguía siendo parte del Reino de Arakán. Más tarde fue reclamada por el rey de Birmania, dando origen a la Primera guerra de Birmania en 1824. Desde entonces, quedó bajo total dominio británico. En 1947 se integró en el Pakistán Oriental hasta la independencia de Bangladés en 1971.
El 29 de abril de 1991 el distrito de Chittagong fue arrasado por un ciclón con vientos de 250 km/h. Murieron alrededor de 138 000 personas y unos 10 millones quedaron sin hogar.

### Economía
El centro de desmantelamiento de Chittagong emplea a más de 200 000 personas. Sin una normativa adecuada en materia de salud y seguridad, los trabajadores que desmontan productos usados para recuperar materiales por 1,5 dólares al día corren el riesgo de sufrir intoxicaciones o lesiones. De media, novecientos trabajadores mueren cada mes.

## Contaminación
El puerto de Chittagong es también conocido por ser un fantasmal "cementerio" en el que multitud de trabajadores van desguazando pieza a pieza los grandes barcos que surcan los mares. Estos barcos llevan en su interior grandes cantidades de materiales tóxicos como el amianto (5 o 6 toneladas de media por barco), pinturas con plomo y cadmio, que afectan gravemente la salud mental de decenas de miles de trabajadores, principalmente de la India y Bangladés. Los trabajadores de los desguaces respiran sin protección finísimas fibras de amianto, a la vez que les producen cáncer y enfermedades respiratorias. Al puerto de Chittagong también se le conoce por ser el lugar concentrado más contaminado del mundo.

## Ciudades hermanadas
- Kunming (China)
- Vientián (Laos)